# Vincent van den Born
Vincent Hendrik van den Born (Amsterdam, 1 februari 1967) is een Nederlands politicus namens de Partij voor de Vrijheid (PVV). Hij is sinds 2018 lid van de gemeenteraad van Den Helder. Sinds 6 december 2023 is hij tevens lid van de Tweede Kamer der Staten-Generaal. 
Voor zijn politieke loopbaan was Van den Born werkzaam als beveiliger en BOA bij verschillende bedrijven.
Een jaar na zijn beëdiging als lid van de Tweede Kamer heeft Van den Born nog geen inhoudelijke portefeuille binnen de fractie van de PVV. Hij heeft in het parlement geen voorstellen gedaan, geen moties ingediend of debatten gevoerd. Enkel bij stemmingen is hij aanwezig. Ook de gemeenteraadsvergaderingen in Den Helder slaat hij merendeels over. Volgens eigen zeggen houdt hij zich bezig met 'interne werkzaamheden binnen de fractie en ook landelijk'.
Max Aardema · Reinder Blaauw · Maikel Boon · Vincent van den Born · Martin Bosma · Willem Boutkan · René Claassen · Patrick Crijns · Marco Deen · Teun van Dijck · Emiel van Dijk · Eric Esser · Chris Faddegon · Dion Graus · Peter van Haasen · Hidde Heutink · Patrick van der Hoeff · Léon de Jong · Alexander Kops · Gidi Markuszower · Rachel van Meetelen · Jeremy Mooiman · Edgar Mulder · Jeanet Nijhof-Leeuw · Joeri Pool · Dennis Ram · Robert Rep · Raymond de Roon · Peter Smitskam · Folkert Thiadens · Nico Uppelschoten · Jan Valize · Martine van der Velde · Elmar Vlottes · Marina Vondeling · Henk de Vree · Geert Wilders
- Parlement.com: vm8eu8aunagm